# Bourne shell
（伯恩壳），或sh，是Version 7 Unix默认的Unix shell，替代执行文件同为sh的Thompson shell。它由AT&T贝尔实验室的史蒂夫·伯恩在1977年在Version 7 Unix中针对大学与学院发布的。它的二进制程序文件在大多数Unix系统上位于/bin/sh，在很多Unix版本中，它仍然是root的默认shell。
其concise（简洁），compact（紧凑），fast（高效），由AT&T编写，属于系统管理shell。